# Relations entre la Sierra Leone et l'Union européenne
Les relations entre la Sierra Leone et l’Union européenne reposent sur les accords avec les pays ACP.